# Cuíca-cauda-de-rato
A cuíca-cauda-de-rato (nome científico: Metachirus nudicaudatus), também conhecida por mucura-de-quatro-olhos, japuti ou cuíca-marrom é um marsupial da família dos didelfiídeos (Didelphidae), de porte médio e hábito noturno, terrestre, sendo encontrado no México, Costa Rica, Nicarágua, Guiana, Guiana Francesa, Suriname, Brasil, Colômbia, Panamá, Paraguai, Peru, Venezuela, Bolívia, Equador e Argentina. Vive em média de 3 a 4 anos e sua longevidade é afetada por ser frequentemente vitimas de atropelamentos. É semelhante ao Philander opossum, mas de pelagem marrom e cauda inteiramente desprovida de pelos. Uma densidade de 25,6 por quilômetro quadrado foi relatada perto de Manaus, no Brasil. Seu cariótipo tem 2n = 14 e FN = 24.

## Etimologia
Seus nomes populares derivam do tupi: cuíca advém de *ku'ika; mucura de mukúra; e jupati deriva do tupi yupa'ti.

## Características
O animal apresenta o corpo com comprimento de aproximadamente de 10 a 15 centímetros e peso entre 90 a 110 gramas por isso demostram a fragilidade e ao sinal de perigo foge entre folhas da mata com muita agilidade e rapidez.
Essa espécie tem coloração geral mais escura em tom canela, com o topo da cabeça mais escura e manchas sobre os olhos laranja-avermelhado. A cauda nua é muito longa em relação ao comprimento do corpo e não apresenta prolongamento de pelos na base da cauda.

## Comportamento
Apresenta um comportamento tranquilo, geralmente não atacam por iniciativa própria, somente tentam se defender de predadores, abrindo a boca expondo assim seus afiados dentes e emitindo um som rouco e longo.

## Hábitos alimentares
Os gambás marrons de quatro olhos são basicamente insetívoros, como esses animais raramente saem do solo da floresta sua dieta se torna restrita a itens da serapilheira. Sua dieta também inclui invertebrados, algumas frutas e sementes, pequenos vertebrados, como mamíferos, répteis e anfíbios, bem como ovos.

## Predação
A cuíca-cauda-de-rato é facilmente encontrada no conteúdo estomacal de diversas espécies predadoras como as corujas, harpias e carcarás, dentre as aves, e por espécies de felinos como jaguatiricas, gato-do-mato, gato-maracajá, onças, onça-pardas, jaguarundis e também por canídeos como raposa e cachorro vinagre.

## Reprodução
As cuícas dependem de períodos de maior calor e umidade no ar para reprodução, já que as ninhadas necessitam de temperaturas altas para o desenvolvimento dos embriões. Após a gestação, com duração aproximada de 15 dias, dão a luz a cerca de 7 a 14 filhotes por ninhada.
Como marsupiais as cuícas possuem uma bolsa no ventre que funciona como um segundo útero, chamada de marsúpio. Nesta bolsa se encontram as mamas que vão alimentar os filhotes até estarem prontos para saírem sozinhos.

## Habitat e ecologia
Esta espécie é normalmente encontrada em matas perenes maduras em planícies e contrafortes, e ocasionalmente em floresta secundária decídua ou densa. Os indivíduos parecem preferir florestas maduras com pouca vegetação rasteira, embora também possam estar presentes na vegetação densa. Os ninhos são localizados dentro de ocos de árvores ou perto do solo, bem escondidos.

## Estado de conservação
Atualmente, as cuícas são consideradas uma espécie pouco preocupante. Seu estado de conservação foi determinado devido ao grande tamanho da sua população, grande distribuição geográfica e tolerância a ambientes perturbados por humanos.
A destruição de seu habitat é a maior ameaça humana às cuícas. Em países da América Latina, elas são caçadas para alimentação, como também por serem pragas agrícolas que se alimentam de campos de milho e culturas de frutas, causando prejuízo aos agricultores.